# 相邸镇
相邸镇是中国山东省临沂市莒南县下辖的一个镇。

## 行政区划
相邸镇下辖徐家相邸村、郑家相邸村、张家相邸村、王家相邸村、何家崖头村、坡木村、兴旺庄村、高家安村、何家店子村、大峪崖村、寺西村、寺前村、南甘霖村、南高庄村、东甘霖村、西甘霖村、孙家沟村、西杨家圈村、水泉头村、李家宅子村、前张家岳河村、大刘家岳河村、邬家岳河村、大嵯峨村、新寺后村、杨刘岳河村、杨家岭村、大岭村、高庄村、岳河新村。